# منيرة المهدية
منيرة المهدية (16 مايو 1885 - 11 مارس 1965)، مغنية وممثلة مصرية. اشتهرت بلقب سلطانة الطرب. وهي أول سيدة تقف على خشبة المسرح في مصر والوطن العربي وأول مغنية عربية سجل لها إسطوانات موسيقية.

## سيرتها
ولدت في المهدية مركز ههيا التابع لمحافظة الشرقية في مصر. توفي والدها وهي صغيرة وتولت شقيقتها رعايتها. بدأت منيرة المهدية حياتها الفنية كمطربة تحيي الليالي والحفلات في مدينة الزقازيق. وذات يوم شاهدها أحد أصحاب المقاهي الصغيرة في القاهرة، فأعجب بجمال صوتها واستطاع إقناعها بالسفر إلى القاهرة. كان ذلك في العام 1905 وفي القاهرة، ذاع صيتها ولقبت بسلطانة الطرب. وسريعا ما افتتحت ملهى خاصًا بها أطلقت عليه اسم «نزهة النفوس» تحوّل إلى ملتقى رجال الفكر والسياسة والصحافة بفضل ما كانت تتمتع به من شخصية قوية وقيادية وفي صيف 1915 وقفت منيرة المهدية على خشبة المسرح مع فرقة عزيز عيد، لتؤدي دور «حسن» في رواية للشيخ سلامة حجازي، فكانت بذلك أول سيدة مصرية تقف على خشبة المسرح وهذا ما زاد الإقبال على المسرحيات وأصبحت فرقة عزيز عيد تنافس فرقة سلامة حجازي.
سافرت سنة 1919 بجولة فنيّة دامت 3 سنوات، قدّمت خلالها حفلات غنائية في بلاد عديدة، لبنان والعراق وسوريا وتركيا وإيران وفلسطين وليبيا وتونس والمغرب.
كما غنت منيرة المهدية في تركيا أمام مصطفى كمال أتاتورك الذي كان من رواد مسرحها في القاهرة وعندما أسدل الستار صرخ بألا تنزل منيرة، ورفع الستار مرة أخرى لتظل منيرة تغني طوال الليل وأتاتورك في نشوة وذهول.
وخلال زيارتها للعراق خصّها الشاعر معروف الرصافي بقصيدة جاء فيها:

## حياتها الأسرية
تزوجت أربع مرات كان أول زواجها محمود جبر وكان عام 1905 وأصبح مدير أعمالها واستمر هذا الزواج مدة طويلة حتى حدث نزاع بينهما انتهى بالطلاق ثم تزوجت من حسن نديم ثم حسن كمال ثم أخيه إبراهيم كمال ولم تنجب من الزيجات الأربع سوى ابنتها الوحيدة (نعمات).

## في السياسة
قد اشتركت منيرة في تحرير المرأة، كما تزعمت حركة وطنية عن طريق مسرحها وفنها الغنائي الأصيل.
وقامت بتأسيس مقهى بحي الأزبكية أطلقت عليه اسم «نزهة النفوس»، وكان كبار السياسيين والأدباء في مصر وبلاد الشام والسودان يجتمعون فيه وفي بيتها. وقد أطلقت الصحافة اسم «هواء الحرية» على مسرح منيرة المهدية.
كمّا أدت منيرة المهدية دورًا وطنيًا من خلال مسرحياتها وأغنياتها، وذلك بجانب دورها السياسي خلال ثورة 1919، فلم يتجرأ الإنجليز على إغلاق مقهى منيرة كمّا فعلوا مع باقي المقاهي والمسارح الأخرى، لمّا تتمتع به منيرة من قوة شخصية وتأثيرها بالناس من خلال أغانيها وعلاقاتها بكبار رجال السياسة.
وفي الوقت الذي كان ممنوعًا فيه التلفُظ باسم الزعيم سعد زغلول، لدرجة أنّ قائد الاحتلال أصدر أمرًا عسكريًا بسجن كُل من يذكر اسم سعد زغلول لمدة 6 أشهر مع الشغل وجلدُه 20 جلدة، قامت منيرة بالغناء لسعد بحيلة دونَ أنّ تلفظ اسمه قائلة: «شال الحمام حط الحمام، من مصر السعيدة لمّا السودان، زغلول وقلبي مال إليه، اندهله لمّا احتاج إليه».

## في التمثيل
كانت منيرة المهدية تكتب على الأفيشات «الممثلة الأولى «بالرغم من أنها كانت تقوم بدور رجل ثم انفصلت عن فرقة عزيز عيد وكونت فرقة خاصة بها وقدمت أشهر أعمال الشيخ سلامة حجازي.
كما عملت مع أشهر شعراء وملحّني جيلها وكان لها الفضل في اكتشاف الموسيقار محمد عبد الوهاب. قامت منيرة المهدية ببطولة فيلم «الغندورة» عام 1935 وهو الفيلم الوحيد لها وكان من إخراج المخرج الإيطالي ماريو فولبي.

## الاعتزال والخلاف مع أم كلثوم
في العام 1948 قررت العودة إلى المسرح بعد أن اعتزلت الحياة الفنية لمدة عشرين عاماً ولكنها لم تلق القبول الذي كانت تنتظره.
وقد شهدت هذه الفترة صراعا حادا بينها وبين أم كلثوم المطربة الوافدة التي فرضت شروطا جديدة على الساحة الفنية لم تستطع منيرة المهدية مجاراتها فما كان منها إلا أن اعتزلت الفن وتفرغت لهوايتها وهي تربية الحيوانات الأليفة.

## وفاتها
توفيت في 11 مارس 1965 عن عمر يناهز الثمانين عاماً، بعد حياة فنية حافلة امتدت إلى ما يزيد على خمسين عاماً.

## سلطانة الطرب
هو فيلم يُجسد حياة منيرة المهدية بعنوان «سلطانة الطرب» للمُخرج حسن الإمام ومن بطولة شريفة فاضل، أثار الفيلم جدلاً حول قصته مما دفع حفيدة منيرة المهدية أن تلجأ للقضاء.

## قائمة من أشهر أعمالها الفنية

### في الغناء
- أسمر ملك روحي ألحان محمد على لعبه.
- يمامة حلوة ألحان محمد على لعبه. .
- حبك يا سيدي.
- يا زهر البساتين.
- ما اقدريش أحب.
- يا ورد يا فل وياسمين.
- من كلمة واحدة بتأثر.
- عاشق ومعشوق.
- هويت بخاطري.
- ما تخافش عليّا.
- يحيا العدل.
- أمانة يا بلبل.
- عالماني ألماني.
- داندورما.
- يا بنت يا بتاعة النرجس.
- جوز الحمام.
- إرخي الستارة. ألحان زكريا أحمد
- الحلوه شافت صورتها ألحان زكريا أحمد
- أربع خطاب واقفين ألحان زكريا أحمد
- وعلى دول ياما على دول.
- بعد العشا يحلى الهزار والفرفشة ألحان محمد القصبجي.
- أشكي لمين ذل الهوى ألحان محمد القصبجي.
- من بعد 13 سنة ألحان محمد القصبجي.
- ما يجيش زييي أنا ألحان محمد القصبجي.
- على دول يامه على دول ألحان محمد القصبجي.
- الجفا بعد الوفا ألحان محمد القصبجي.
- اتمخطري يا حلوه ألحان محمد القصبجي.
- ألا ليت لم أعرفك ألحان محمد القصبجي.
- إن كان عذابي سئمى ألحان محمد القصبجي.
- غيري على السلوان قادر ألحان محمد القصبجي.
- الشمس غابت والبدر ألحان محمد القصبجي.
- تركت مصر بلادي ألحان محمد القصبجي.
- قد إيه الحب ألحان محمد القصبجي.
- نويت أبيعك ألحان محمد القصبجي.
- ندرا عليه ألحان محمد القصبجي.
- من غمزة عين ألحان محمد القصبجي.
- ماقدرشي ألحان محمد القصبجي.
- أنا هويت ألحان محمد القصبجي.
- أنا عشقت ألحان محمد القصبجي.
- عليه سلام الله ألحان محمد القصبجي.
- يا محلا الفسحة يا عيني ألحان سيد درويش.
- يمينك سوق ألحان سيد درويش.
- يا منصفين إزاي يكون ألحان سيد درويش.
- يا أميرتي إن حبي ألحان سيد درويش وهي دويو مع المطرب فهمى امان.
- حرج عليا بابا
- تعالي بالعجل
- ليلة في العمر مافيش منها
- على بلدي
- الحب دح دح
- والنبي يا ما تعذرني
- توت عنخ أمون
- شال الحمام حط الحمام
- أنا رأيت روحي في بستان
- أنا رهنت قلبي على حبك
- جانا الفرح
- قولولي قولولي
- بنت الشبليه
- سمحت بإرسال الدموع
- خليك علي عومي
- الدهر قطع أوصالي
- مصر الجميلة محلاكي ألحان محمد القصبجي.
- الزبدة بلدي
- تعال يا شاطر
- في المنشية دول حرامية

### في المسرح
- كارمن مع الممتل الكبير عبد العزيز خليل
- كامنيتا
- تاييس
- علي نور الدين
- صاحبة الملايين
- أميرة روشنارا
- الأميرة الهندية
- أبو النوم
- شهداء الغرام
- المظلومة
- كيد النساء
- حياة النفوس
- عروس الشرق
- الپريكول
- الغندورة
- حرم المفتش
- كلها يومين من ألحان سيد درويش
- الغواية
- سميراميس
- البوهيمية
- العذارى
- أدنا
- روزيتا
- الفراشة
- عواطف البنين
- عظة الملوك
- غانية الأندلس
- أنس الجليس
- بائعة التفاح
- قمر الزمان
- شوف لك واسطة
- الأميرة الفلاحة
- حماتي
- لص بغداد
- حورية هانم
- مملكة الحب
- عروس الشرق
- توشكا مع صالح عبد الحي
- صدق الإخاء
- أوبرا عايدة
- روميو وجوليت
- صلاح الدين
- كليوبترا لحن سيد درويش الفصل الأول منها وأكمل تلحينها محمد عبد الوهاب ليخوض تجربة التلحين والتمثيل لأول مرة
- كلام في سرك من ألحان سيد درويش
- جوكندا
- الثالتة تابثة من ألحان كامل الخلعي

وكانت من ضمن فقراتها الغنائية تقدم فن (الاسكتش) بمصاحبة الفرقة الموسيقية، ومن أشهر الاسكتشات: (مملكة الحبّ) عام 1931، (المغاربة) عام 1934، (الدجالين) كتابة يونس القاضي ولحن رياض السنباطي، (محكمة الحب) عام 1934 تأليف نعيم وصفي وألحان داود حسني.
كما قامت بإخراج مسرحية كارمن ومسرحية تاييس.

## في السينما
- لها تجربة واحدة في السينما مع مجموعة من النجوم وهو فيلم الغندورة والذي كان في الأصل مسرحية وتحولت إلى فيلم سينمائي سنة 1935 من إخراج المخرج الإيطالي ماريو فولبي وبطولة أحمد علام وعباس فارس وبشارة واكيم وروحية خالد وماري منيب وغنت خلال أحداثه من نظم بديع خيري وألحان داوود حسني
صبايا بغداد مقام بياتي
الليلة ليلة فرحتنا مقام حجاز
ما التقي لجرحك دواء مقام حجاز
ريحة الياسمين مقام سيكا
إيه ذنبي وياكم

## جوائز
نالت العديد من الأوسمة منها: وسام الإستحقاق من الدرجة الأولى عام 1960، ووسام العلوم والفنون من الطبقة الأولى، من الرئيس جمال عبد الناصر عام 1961، والجائزة الممتازة في مسابقة الغناء المسرحي التي أقامتها وزارة الأشغال العمومية عام 1926 والعديد من الأوسمة من ملك المغرب وباي تونس وسلطان لحج وأدرج اسمها في الكتاب الذهبي الخاص بملك إيطاليا وتم منحها وسام بذلك.

## وصلات خارجية
- منيرة المهدية على موقع IMDb (الإنجليزية)
- منيرة المهدية على موقع ديسكوغز (الإنجليزية)